# Christian Hilfgott Brand

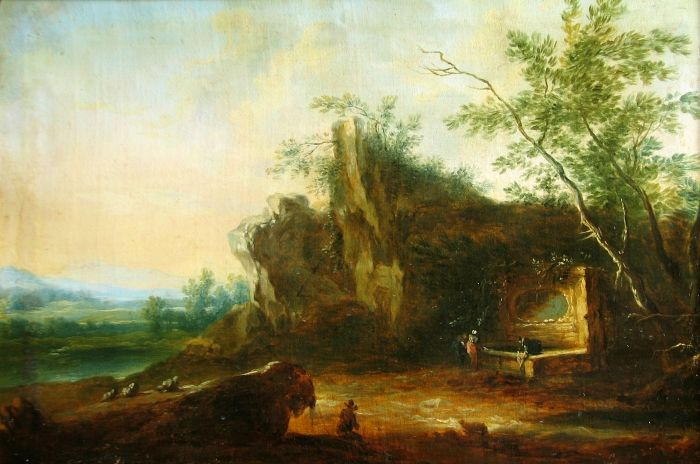
Paisaje con fuente

Christian Hilfgott Brand (o Hilfegott, Hülfgott, Hulfgott, Helfgott/ Brandt; Fráncfort del Óder, 16 de marzo de 1693/1694/1695-Viena, 22 de julio de 1756) fue un pintor alemán que vivió y trabajó mucho tiempo en Austria. Era padre de Johann Christian Brand y Friedrich August Brand.

## Biografía
Estudió en Hamburgo y luego en Ratisbona, donde Christoph Ludwig Agricola lo introdujo en la pintura paisajista.
En torno a 1720 y hasta 1728, estudió en la Academia de Bellas Artes de Viena entre otros con el maestro Jacob van Schuppen. En 1738 comenzó como pintor de la corte imperial. 
En 1751, fue elegido miembro honorario de la Academia de Bellas Artes de Viena.
En sus obras, destacan un fuerte claroscuro y sombras muy marcadas. Sus paisajes se asemejan a las obras de Nicolaes Berchem y Herman Saftleven II